# Bursera hindsiana
Bursera hindsiana es una especie de árbol de la familia Burseraceae.

## Descripción
Es un arbusto o árbol que alcanza un tamaño de hasta de 4 m de altura, de corteza rojiza y resinosa. Las hojas son alargadas y están en las puntas de las ramas, son brillantes en el anverso y en el reverso cubiertas de pelillos cortos. Las flores están colocadas en forma de pirámide. Los frutos son carnosos y las semillas tienen una sección anaranjada.

## Distribución y hábitat
Originaria de la península de Baja California, México, habita en climas semicálidos, semisecos y secos, entre los 5 y los 900 m s. n. m. Árbol silvestre, crece en pendientes ligeramente expuestas, en suelo rocoso y arenoso, asociada al matorral sarcocaule y al matorral xerófilo.

## Propiedades
En la zona norte del país se utiliza contra enfermedades respiratorias. En Sonora se emplea el tallo para tratar la disnea (dificultad para respirar) y en Baja California Sur para curar las anginas inflamadas. Con este fin, se prepara un té con la cáscara del tronco y los frutos, se le agrega una pizca de carbonato y con esto se hacen gárgaras varias veces al día. Para aliviar la tos, se hierve un pedazo de corteza con canela y borraja (Borago sp.), el líquido resultante se bebe varias veces al día, pero menos de cinco porque puede provocar irritación en el estómago.

## Taxonomía
Bursera hindsiana fue descrita por (Benth.) Engl. y publicado en Monographiae Phanerogamarum 4: 58. 1883.
Etimología
Bursera: nombre genérico que fue nombrado en honor del botánico alemán Joachim Burser (1583-1649).
hindsiana: epíteto otorgado en honor de Richard Brinsley Hinds, cirujano de la Royal Navy, y naturalista en HMS Sulphur (1826) 1836-1842 
Sinonimia
- Bursera goldmanii (Rose) Engl.
- Bursera hindsiana var. rhoifolia (Benth.) Engl.
- Bursera macdougalii (Rose) Engl.
- Bursera rhoifolia (Benth.) I.M.Johnst.
- Elaphrium goldmanii Rose
- Elaphrium hindsianum Benth.
- Elaphrium macdougalii (Rose) Rose
- Elaphrium rhoifolium Benth.
- Terebinthus rhoifolia Rose[4]